# Nagroda Joteyka
„Nagroda dla Wybitnej Polki w Belgii – Joteyka!” – konkurs mający na celu ukazanie pozytywnego wizerunku Polek w Belgii, promocję kobiet oraz prezentację osiągnięć Polek w dziedzinie nauki, kultury i działalności społecznej. Konkurs ten ma również za zadanie integrację Polonii poprzez konstruowanie platformy organizacji i stowarzyszeń oraz upowszechnianie wiedzy o udziale Polek w życiu naukowym, kulturalnym i społecznym w dawnej i współczesnej Europie.
Konkurs ku czci Józefy Joteyki, polskiej psycholog, pedagog, współorganizatorki pedagogiki specjalnejw Warszawie, a także przewodniczącej belgijskiego Towarzystwa Neurologicznego oraz wielokrotnej laureatki paryskiej Akademii Nauk, organizowany jest od 2016 roku, przez Ambasadę Rzeczypospolitej w Brukseli, Brukselski Klub Polek, Stowarzyszenie Daskalia z Leuven, Stowarzyszenie Network PL oraz „Elles sans Frontières”. Nagrody „Joteyka” przyznanwanej najwybitniejszy Polkom zamieszkałym w Królestwie Belgii – w dziedzinie nauki, kultury i życia społecznego.
Statuetka przyznawana jest jednej Polce mieszkającej na terenie Królestwa Belgii, która odniosła znaczące sukcesy w dziedzinie nauki, kultury lub działalności społecznej ze szczególnym uwzględnieniem działalności na rzecz kobiet i ich równouprawnienia w społeczeństwie.
Celem konkursu jest aktywizacja środowiska polskiej emigracji w Belgii poprzez ukazanie pozytywnego wizerunku Polaka mieszkającego na terenie Belgii, docenienie jego działalności, a także przedstawienie sukcesu, jaki odniósł.

## Laureatki Nagrody „Joteyka” dla Wybitnej Polki w Belgii[3]
- 2016 – Joanna Mierzejewska
- 2017 – Zofia Wisłocka
- 2018 – Prof. Iwona Włodarska
- 2019 – Nora Bednarski[4]